# 脈診器
脈診機 （みゃくしんき、Pulse Diagnosis Machine）とは、東洋医学、中医学、漢方医学等で、診断のために行われている「脈診」の方法論において、定量的・科学的で再現性の高い診断を行うために開発された診断機器。脈診器と表記することもある。実は三カ国で微妙に異なる方法論の側面も存在する。
脈診機は韓国でも製品化が試みられており（韓国名맥진기。脈診の診断は、韓流ドラマなどでも取り上げられている）。
更に高性能のシステム開発が日本でも進んでいる（自律神経 31: 85-91, 1994 ）。日本の脈診機のシステムは、高感度センサを三つ、脈診で接触させる指の代わりに応用するものであり、感覚に頼らないデジタル化を高感度で具現化する圧倒的に性能が高いシステムであり、拍出量や血管のトーヌスだけでなく、自律神経支配や、その交換副交感神経のバランス、流れる血液の粘性、血球の挙動、循環血液量など、人体のあらゆる側面の診断が具現化するものである。
すなわち経験論による脈診では通常、手首の動脈に三つの指を接触させて行うが、この方法論をシミュレートして、再現性の高い科学的な方法論で定量的に脈診を診断するために、三つの圧力センサで計測を行うシステムである。
現代医学でも、AIのような方法論で、脈波波形における反射波の高さから、動脈硬化の進展を診断しようとする脈波波形診断装置も市販されており、広い意味では脈診の診断装置と考えることが出来るかもしれない。
東北大学・MIlabなどの等の共同研究で開発が進められている。
また、これらの成果を元に、最近では、メタボリックシンドロームの構成要素になる高血圧の予防診断を行う、動脈血圧反射機能診断装置なども開発されつつある。
更に、最近では、脈診の「三部九候診」の概念の商品化を目指して、全身の脈波計測から動脈壁のスティッフネスを測定する方法論が考案されている。1970年代の京都大学における林教授の発案によるstiffness parameter betaに基づく、血圧に依存しない、動脈壁の弾性因子の定量診断法として腕足首血管因子Cardio Ankle Vascular Index (CAVI)が考案され、東北大等から英文報告がなされている。

(references)
1.Biomed Pharmacother. 2004 Oct;58:S95-8. 